# Соловйовка (Стерлітамацький район)
Соловйо́вка (рос. Соловьёвка, башк. Соловьёвка) — присілок у складі Стерлітамацького району Башкортостану, Росія. Входить до складу Підлісненської сільської ради.
Населення — 12 осіб (2010; 13 в 2002).
Національний склад:
- росіяни — 92%